# Newton (Caroline du Nord)
Pour les articles homonymes, voir Newton.
La ville de Newton est le siège du comté de Catawba, situé en Caroline du Nord, aux États-Unis.

## Démographie
| 1850 | 1860 | 1870 | 1880 | 1890  | 1900  |
| ---- | ---- | ---- | ---- | ----- | ----- |
| 84   | 291  | 323  | 583  | 1 038 | 1 583 |

| 1910  | 1920  | 1930  | 1940  | 1950  | 1960  |
| ----- | ----- | ----- | ----- | ----- | ----- |
| 2 316 | 3 021 | 4 394 | 5 407 | 6 039 | 6 658 |

| 1970  | 1980  | 1990  | 2000   | 2010   | - |
| ----- | ----- | ----- | ------ | ------ | - |
| 7 857 | 7 624 | 9 304 | 12 560 | 12 968 | - |